# انجره
انجره روستایی در دهستان لادیز بخش لادیز شهرستان میرجاوه استان سیستان و بلوچستان ایران است.
```
** این روستا جمعیتی بالغ بر ۲۹۰نفر و۶۷خانوار می باشد۰ کار عمده مردم در این روستا کشاورزی ودامداری میباشد. آب کشاورزی این روستا از طریق قنات روستا تامین میشود. مردم روستا به پرورش بز گوسفند مرغ وشتر نیز مشغول هستند.
```

- انواع غذاهای محلی:عبارتند از۱-گندم شیر ۲-یره۳-کوهل ۴-کشک زرد بلوچی ۵-کشک محلی(هوروت)

صنایع دستی روستا :۱-کنت۲-شپی۳-گلیم۴-گوالگ(کیسه حمل آرد)۵-شیکن(که در مواقع تهیه خمیر آرد بکار میرود)۶-پرزونگ(برای نگه داری نان)۷-گدام (سیاه چادر) که همه موارد فوق از پشم گوسفند و موی بز محلی درست می شود,
از دیگر صنایع دستی روستا:۱-سوزن دوزی که شامل :زی -گوپتان ـآستونکـ ـو شلوار دپ می باشد که موارد سوزن دوزی مربوط به سایر نقاط استان نیز می باشد
جاهای دیدنی :در۴۰کیلومتری روستا چشمه آبگرمی است بنام "چلنگ" که به گفته اهالی جهت درمان بسیاری از امراض پوستی مؤثر است.همه ساله مشتاقان زیادی را به واسطه همین چشمه آب گرم و مناطق زیبای آن به این منطقه می کشد.

## جمعیت
بر پایه سرشماری عمومی نفوس و مسکن در سال ۱۳۹۵ جمعیت این مکان ۳۰۷ نفر (۷۷خانوار) بوده‌است.